# The Audition
Pour les articles homonymes, voir Audition.
The Audition est un groupe américain de punk rock, originaire de Chicago, dans l'Illinois. Le groupe est composé du chanteur Danny Stevens, du batteur Ryan O'Connor, des guitaristes Seth Johnson et Timmy Klepek et du bassiste Joe Lussa. Le premier album du groupe est un EP de six titres intitulé All In Your Head. Au début de 2005, ils signent avec le label Victory Records et sortent leur premier album, intitulé Controversy Loves Company. Au début de janvier 2008, ils sortent leur deuxième album studio, Champion. Le 28 avril 2009, ils sortent leur troisième album studio, Self-Titled Album. Leur dernier album studio, Great Danger, sort le 16 mars 2010. The Audition sort un nouvel EP intitulé Chapter II le 14 février 2012 - leur première nouvelle sortie depuis qu'ils ont quitté Victory Records.

## Histoire

### Débuts (2003–2007)
Le batteur Ryan O'Connor et le bassiste Joe Lussa, ainsi que l'ancien guitariste et auteur-compositeur Bob Morris, forment le noyau du groupe dans leur ville natale d'Elmhurst, dans l'Illinois, en 2003, en travaillant avec une équipe de musiciens changeants au cours de leurs premières années. Leur premier EP, intitulé Every Scar Tells A Story, contient 6 chansons, dont une intitulée A Lifetime In Six Months qui s'appellera plus tard Fashion Hour. Ils enregistrent leur deuxième EP, All in Your Head, à la Gallery of Carpet avant que Danny Stevens, Seth Johnson et Timmy Klepek ne rejoignent le groupe, et ont joué quelques concerts avec d'autres groupes locaux de Chicago comme The Academy Is... Stevens, devenu le chanteur, est d'abord recruté pour jouer de la guitare dans le groupe. Le groupe signe ensuite avec Victory Records ; une tournée nationale suit,,, et Controversy Loves Company, leur premier album pour le label, sort en septembre 2005 avec des critiques mitigées. La formation du groupe au moment de la sortie du CD comprenait O'Connor, Lussa, les guitaristes Seth Johnson et Timmy Klepek, ainsi que le chanteur Danny Stevens. En février 2006, le groupe part en tournée avec Silverstein et Spitalfield ; d'autres tournées avec Mae et Lovedrug suivent plus tard en 2006.
En 2006, The Audition rejoint 30 Seconds to Mars pour leur tournée d'été. Au début de 2007, le groupe rejoint Head Automatica et Jack's Mannequin pour la tournée d'hiver de la côte ouest, incluant des dates au Canada. Peu après cette tournée, ils assurent la première partie de New Found Glory lors de leur tournée australienne en avril 2007. Ils font ensuite la tête d'affiche d'une tournée nationale en compagnie de Monty Are I, New Atlantic et The Graduate. Ils font également une tournée nationale avec Rock Kills Kid. Ils jouent sur le Warped Tour en 2006 et reviennent pour le Warped Tour 2007. Ils font également la première partie de Boys Like Girls sur Tourzilla avec All Time Low, We the Kings et Valencia à la fin de l'année 2007. Après une apparition au festival SXSW d'Austin, le groupe entame une tournée américaine avec Hit The Lights, avec des concerts prévus aux événements Bamboozle de la côte est et de la côte ouest. Après quelques apparitions dans des festivals au Royaume-Uni, tels que les festivals de Reading et de Leeds, ils participent en mai à l'édition 2008 du Warped Tour et retournent en Australie en mai/juin pour la première partie de Story of the Year.

### Dernières activités (2008–2012)
En janvier 2008, le groupe sort son deuxième album studio, Champion, qui reçoit des critiques plus positives. C'est le premier album du groupe à entrer dans le Billboard 200, à la 157e place. En février et mars 2009, The Audition participe au festival Soundwave. Le troisième album du groupe sort le 28 avril 2009, intitulé Self-Titled Album. Avant la sortie de l'album, le groupe publie un aperçu de trois chansons de l'album à venir sur leur page Myspace. Le 28 janvier, ils annonçaient sur leur blog officiel le départ du bassiste originel et membre fondateur Joe Lussa. Klepek se chargera de la basse et le groupe continue pendant cette période en tant que groupe de quatre musiciens. The Audition remplace Kill Hannah lors de la tournée britannique de Madina Lake en 2009. Ils tournent également avec All Time Low en septembre et octobre 2009 et rejoignent Cobra Starship sur leur tournée Hot Mess Across the U.S. à la fin du mois d'août 2009 avec The Friday Night Boys et Skeet Skeet, en remplacement de Plastiscines. The Audition joue avec This Providence, Anarbor et The Bigger Lights lors de la tournée 'Bout Damn Time au printemps 2010. Le groupe a annoncé en juillet 2010 qu'il n'était plus signé chez Victory Records. The Audition tourne en Australie en septembre 2010 avec You Me at Six.
Le groupe annonce l'écriture et un enregistrement après la tournée et publie un clip de quinze secondes d'une nouvelle chanson sur sa page Facebook en novembre. Le clip n'a pas été disponible peu de temps après sa publication, mais en février, le groupe a annoncé sur son Twitter qu'il sortirait de la nouvelle musique au printemps. Le 21 septembre 2011, l'arrivée du bassiste Joe Lussa dans le groupe est annoncée, en parallèle au départ du guitariste Seth Johnson, remplacé par Jimmy Lopez. Le 14 février 2012, le groupe sort un EP de 6 chansons intitulé Chapter II. En février et mars, le groupe assure la première partie de la tournée américaine de Every Avenue et We Are the in Crowd. Au printemps 2012, le groupe tourne avec le groupe Eve 6, en soutien aux nouveaux albums que les deux produisent. En juillet 2014, le groupe laisse entendre la possibilité d'un nouvel album, avec le retour de Seth Johnson. En mai 2018, le groupe se reforme pour des performances au Slam Dunk Festival au Royaume-Uni.

## Discographie
- 2004 : All in Your Head
- 2005 : Controversy Loves Company
- 2009 : Self-Titled Album
- 2010 : Great Danger
- 2012 : Chapter II (EP)